# Діопсид
Діопси́д (рос. диопсид; англ. diopside; нім. Diopsid m) — мінерал, силікат кальцію і магнію ланцюжкової будови. Крайній член ізоморфних рядів: «діопсид—геденбергіт», «діопсид—йохансеніт».

## Загальний опис
Хімічна формула: CaMg[Si2O6].
Містить (%): CaO — 25,93; MgO — 18,52; SiO2 — 55,55.
Сингонія моноклінна.
Твердість 5,5—6.
Густина бл. 3,35.
Колір ясно- і темно-зелений.
Прозорий.
Блиск скляний.
Крихкий.
Важливий породотвірний мінерал метасоматичних порід, де знаходиться з кальцитом, ґранатом, воластонітом, везувіаном.

## Різновиди
Розрізняють:
- діопсид-бронзит (сумнівна моноклінна відміна бронзиту, яка містить СаО);
- діопсид ванадіїстий (відміна діопсиду з родовища Слюдянка (Забайкалля), яка містить до 2,5 % V2O5);
- діопсид-гіперстен (сумнівна моноклінна відміна кліногіперстену, яка містить до 10 % Са);
- діопсид-естантит (сумнівна моноклінна відміна магніїстого піроксену, яка містить СаО);
- діопсид-жадеїт (мінерал змішаного складу, проміжний між діопсидом та жадеїтом);
- діопсид залізистий (відміна діопсиду, яка містить двовалентне залізо);
- діопсид магніїстий (відміна діопсиду із значною перевагою магнію над кальцієм);
- діопсид-саліт (відміна діопсиду, яка містить до 10 % FeO, типова для порід, що утворилися з лужно-олівінової базальтової магми); діопсид титановий (відміна діопсиду, яка містить понад 0,6 % ТіО2);
- діопсид хромистий (відміна діопсиду, яка містить до 5 % Cr2O3).